# A (band)
A is een Britse rockband uit Suffolk in Engeland.

## Geschiedenis
Aan het begin van de jaren negentig werd de band A opgericht in Suffolk. De band werd opgericht door drie broers, Jason, Adam en Giles Perry, en twee vrienden van hen,  Mark Chapman en Steve Swindon. Deze originele bandleden waren geïnspireerd door Rush, The Beach Boys, Van Halen en de Beastie Boys.
In het begin heette de band Grand Designs, maar dit werd al snel veranderd in A. In 1996 tekende de groep hun eerste contract bij platenlabel British en een jaar later kwam het eerste album uit, met de titel How Ace Are Buildings. In hetzelfde jaar verscheen de groep in de videoclip Anthem van The Wildhearts. In 1999 kwam het tweede album: 'A' vs. Monkey Kong.
Na nog twee albums te hebben uitgebracht (Hi-Fi Serious in 2002 en Teen Dance Ordinance in 2005), ging de groep in 2005 uit elkaar. Jason Perry begon nummers te schrijven en op te nemen met Matt Willis en Adam Perry ging drummen bij The Bloodhound Gang.
In 2007 kondigden de bandleden aan dat ze aan het einde van het jaar weer bij elkaar zouden komen voor een paar optredens. In 2008 zei Jason Perry in een interview dat hij het altijd een leuke tijd had gevonden en dat hij graag weer wilde gaan optreden met A. In augustus 2008 maakte Adam Perry bekend dat de band mee zou gaan op tournee met The Wildhearts.
In februari 2018 was A het voorprogramma van Hell Is for Heroes, samen met hun nieuwe bassist Dougie Poynter. In 2022 was de band het voorprogramma van Reef met 11 optredens in het Verenigd Koninkrijk.

## Bandleden
- Jason Perry – lead zanger (1993–2005, 2008–heden)
- Adam Perry – drums (1993–2005, 2008–heden)
- Giles Perry – keyboards, backing vocals (1993–2005, 2008–heden)
- Mark Chapman – gitaar (1993–2005, 2008–heden)

### voormalige bandleden
- Steve Swindon – basgitaar (1993–1997)
- Daniel P. Carter – basgitaar, backing vocals (1997–2005, 2010–2012)
- John Mitchell – basgitaar (2008–2009)
- Andrew "Shay" Sheehy – bas (2015)
- Dougie Poynter – basgitaar, backing vocals (2017–2019)

## Discografie

### Albums
How Ace Are Buildings (1997)

'A' vs. Monkey Kong (1999)

Hi-Fi Serious (2002)

Teen Dance Ordinance (2005)

### Singles
| Datum    | Titel                      | Hoogste positie | Hoogste positie | Hoogste positie |
| Datum    | Titel                      | UK              | NL              | VS              |
| -------- | -------------------------- | --------------- | --------------- | --------------- |
| 07-02-98 | "Foghorn"                  | 63              | –               | –               |
| 11-04-98 | "Number one"               | 47              | –               | –               |
| 27-06-98 | "Sing-a-long"              | 57              | –               | –               |
| 24-10-98 | "Summer in the underground | 72              | –               | –               |
| 05-06-99 | "Old folks"                | 54              | –               | –               |
| 21-08-99 | "I love Lake Tahoe"        | 59              | –               | –               |
| 02-03-02 | "Nothing"                  | 9               | –               | –               |
| 01-06-02 | "Starbucks"                | 20              | –               | –               |
| 30-11-02 | "Something's going on"     | 51              | –               | –               |
| 13-09-03 | "Good time"                | 23              | –               | –               |
| 14-05-05 | "Rush song"                | 35              | –               | –               |
| 30-07-05 | "Better Off With Him"      | 52              | –               | –               |